# 히라타 카오루
히라타 카오루(일본어: 平田 薫, 1989년 12월 15일~)는 일본의 배우이다.

## 학력
- 히노데고등학교
- 메이지가쿠인대학교 사회학부 중퇴

## 출연작

### 드라마
- 《마법전대 매지레인저》(2005년 2월 13일~2006년 2월 12일, TV 아사히) - 야마자키 유카 역
- 《농담이 아니야!》 최종회(2007년 6월 24일, TBS)
- 《스미레 16세!!》(2008년 4월 13일~2008년 6월 29일, BS후지) - 오오야마 린게 역
- 《붉은 실》(2008년 12월 6일~2009년 2월 28일, 후지 TV) - 카와구치 미야비 역
- 《독신》 제2회・제8회(2009년 10월 23일・12월 4일, TBS ) - 하라다 사야카 역
- 《가면라이더 W》 제34회・제35회(2010년 5월 9일 ・5월 16일, TV 아사히) - 스도 유키에 역
- 《두부 자매》(2010년 7월 31일~2010년 8월 28일, 와우와우) - 시타라 아사미 역
- 《해적전대 고카이저》제49화 (2012년 2월 12일, TV 아사히) - 야마자키 유카 역
- 《라스트♡신데렐라》(2013년 4월 11일 ~2013년 6월 20일, 후지 TV) - 시바타 하루코 역
- 《고양이 사무라이》(2013년 10월 13일~2013년 12월 29일, BS 후지) - 와카나 역
- 《요시와라의 도신》(2014년 6월 26일~2014년 9월 11일, NHK) - 오요시 역
- 《심야식당》  제21화 - 제30화（2014년 10월 20일 - 12월 8일 MBS・TBS) - 아다치 사야 역

### 영화
- 『마법전대 마지레인저 THE MOVIE 인페르시아의 신부』(2005년) - 야마자키 유카 역
- 붉은 실(2008년) - 카와구치 미야비 역
- 마리아님이 보고계셔(2010년) - 미즈노 요코 역
- 심야식당(2015년) - 아다치 사야 역
- 양지의 그녀
- 막다른 골목의 추억(2018년) - 아야 역

## 수상 경력
- 2003년 CANDy 모델오디션 그랑프리